# Endasys brachyceratus
Endasys brachyceratus là một loài tò vò trong họ Ichneumonidae.